# 말목도
말목도는 전라남도 신안군 암태면 신석리에 있는 섬이다. 마항도(馬項島)라고도 한다.

## 생태 환경
환경부 국립환경과학원에서 2011년 자연환경조사를 실시한 결과는 다음과 같다.
- 파식대의 발달이 탁월하며 자갈해안 등 지형경관 자원의 학술적 가치가 높다
- 특정식물Ⅴ급인 자란이 생육하고 있다.
- 멸종위기야생동물인 구렁이, 수달이 서식하고 있다.
- 해조류 생육에 양호한 환경으로 해조류 종다양성이 비교적 높다.